# Évêque anglican de Peterborough
L'évêque de Peterborough est un prélat de l'Église d'Angleterre. Il dirige le diocèse de Peterborough, dans la province de Cantorbéry. Son siège est la cathédrale de Peterborough.

## Liste des évêques de Peterborough
- 1541-1556 : John Chambers
- 1557-1559 : David Pole
- 1560-1584 : Edmund Scambler
- 1585-1600 : Richard Howland
- 1601-1630 : Thomas Dove
- 1630-1632 : William Piers
- 1633-1634 : Augustine Lindsell
- 1634-1638 : Francis Dee
- 1639-1646 : John Towers
- 1646-1660 : siège aboli
- 1660-1663 : Benjamin Lany
- 1663-1679 : Joseph Henshaw
- 1679-1685 : William Lloyd
- 1685-1690 : Thomas White
- 1691-1718 : Richard Cumberland
- 1718-1728 : White Kennett
- 1729-1747 : Robert Clavering
- 1747-1757 : John Thomas
- 1757-1764 : Richard Terrick
- 1764-1769 : Robert Lamb
- 1769-1794 : John Hinchliffe
- 1794-1813 : Spencer Madan
- 1813-1819 : John Parsons
- 1819-1839 : Herbert Marsh
- 1839-1864 : George Davys
- 1864-1868 : Francis Jeune
- 1868-1891 : William Connor Magee
- 1891-1897 : Mandell Creighton
- 1897-1916 : Edward Glyn
- 1916-1923 : Frank Woods
- 1924-1927 : Cyril Bardsley
- 1927-1949 : Claude Blagden
- 1949-1956 : Spencer Leeson
- 1956-1961 : Robert Stopford
- 1961-1972 : Cyril Easthaugh
- 1972-1984 : Douglas Feaver
- 1984-1996 : Bill Westwood
- 1996-2009 : Ian Cundy
- 2010-2023 : Donald Allister
- depuis 2023 : Debbie Sellin